# Carnival (1935)
Carnival is een Amerikaanse filmkomedie uit 1935 onder regie van Walter Lang.

## Verhaal
Chick Thompson is een poppenspeler in een rondreizend circus. Wanneer zijn vrouw sterft in het kraambed, blijft hij alleen over met hun zoontje Poochy. Omdat zijn schoonvader het voogdijschap wil over zijn kleinkind, duikt Chick een paar jaar lang onder. Als hij zich daarna aansluit bij zijn voormalige assistenten voor een circusnummer, komt hij erachter dat zijn schoonvader nog steeds naar hem op zoek is.

## Rolverdeling
| Acteur            | Personage         |
| ----------------- | ----------------- |
| Lee Tracy         | Chick Thompson    |
| Sally Eilers      | Daisy             |
| Jimmy Durante     | Fingers           |
| Florence Rice     | Juffrouw Holbrook |
| Thomas E. Jackson | Mac               |
| Dickie Walters    | Poochy            |